# Кук-Караук (водопад)
Кук-Карау́к (баш. Күк-Ҡарауыҡ — сложение «голубой, небесного цвета» и «шумный», см. Шаркараук), Кукраук (баш. Ҡуҡырауыҡ «от ҡуҡырауыҡ `грохочущая`. На той же речке — водопад Ҡуҡы-рауыҡ. На картах Кук-Караук.») — водопад на одноимённой реке в Башкортостане. Объявлен памятником природы с 1965 года, находится на территории заказника Ишимбайский. В 2014 реорганизован в состав заказника.
Расположение: в 7 км от села Макарово, возле дороги (бывший Белорецкий тракт).
Водопад состоит из нескольких каскадов с общей высотой 10-12 м. В летнее время, когда водный поток Кукраук мелеет, водопад почти исчезает: остаются лишь небольшие струйки, обнажая массу каменных глыб. Крупнозернистые песчаники и конгломераты, слагающие каменные уступы водопада, относят к куккараукской свите аши́нской серии венда западного склона Южного Урала. 
Вокруг водопада горное редколесье, состоящее из липы, ольхи серой, вяза, березы бородавчатой. Среди скальных растений встречаются реликты: очиток гибридный, наперстянка крупноцветковая, папоротник-вудсия.
Место туризма. Неподалёку расположена скала Калим-Ускан и пещеры Салаватская и Зигановка.